# خورشیدگرفتگی ۳ فوریه ۱۹۳۵
خورشیدگرفتگی ۳ فوریه ۱۹۳۵ (به انگلیسی: Solar eclipse of February 3, 1935) یک خورشیدگرفتگی از نوع خورشیدگرفتگی جزئی است. این خورشیدگرفتگی در تاریخ ۳ فوریه ۱۹۳۵ میلادی (‎۱۴ بهمن ۱۳۱۳ خورشیدی) روی داد که زمان اوج آن، ساعت ۱۶:۱۶:۲۰ به‌وقت ساعت هماهنگ جهانی بوده‌است.